# Blighia sapida
Blighia sapida K.D.Koenig, 1806 è una pianta appartenente alla famiglia delle Sapindacee.

## Descrizione

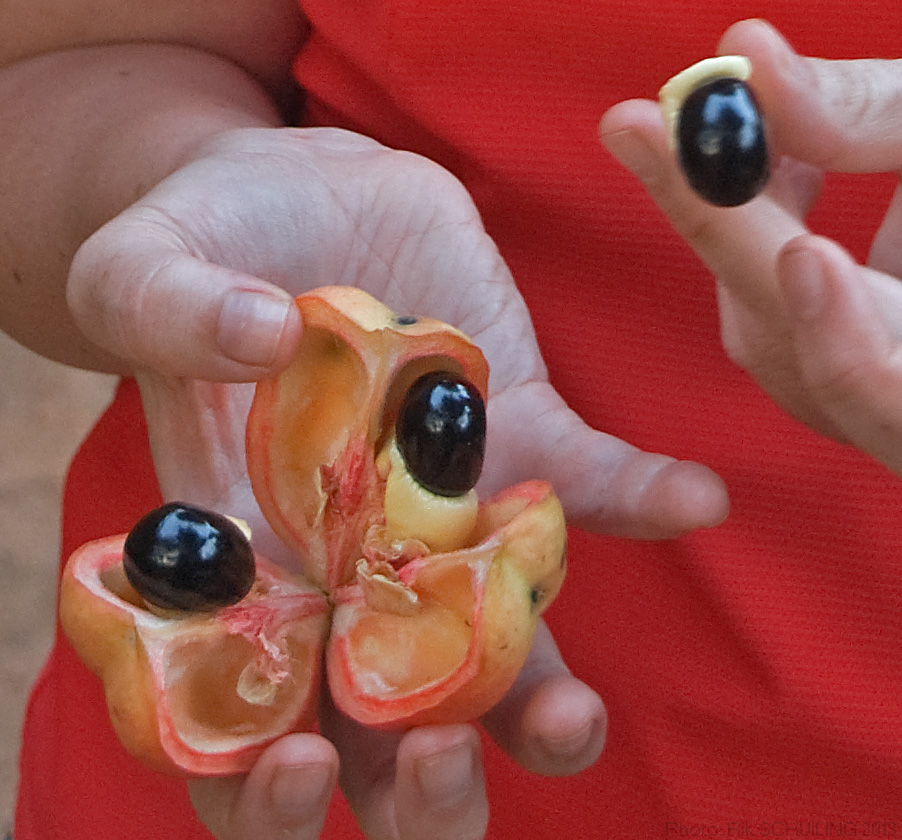
Il frutto aperto coi semi e gli arilli

È un albero sempreverde, che può raggiungere i 25 m di altezza. Ha una corteccia liscia di colore grigio o bruno chiaro. La chioma è folta e le foglie sono lunghe fino a 30 cm.
Il frutto è una capsula carnosa trilobata di colore rosso-giallo lucido. A maturità il frutto si apre in tre sezioni, esponendo i semi (da 1 a 3) e gli arilli. Questi ultimi rappresentano la parte commestibile del frutto, ma solo dopo essere giunti a piena maturazione.

## Distribuzione e habitat
La pianta è originaria dell'Africa occidentale. Importata in America centrale alla fine del XVIII secolo, si è naturalizzata in diversi paesi. Riveste particolare importanza in Giamaica, dov'è largamente usata a scopo alimentare.

## Tossicità
Gli arilli immaturi contengono ipoglicina, che provoca la malattia del vomito giamaicana. Giunti i frutti a maturazione, le ipoglicine degli arilli vengono pressoché totalmente neutralizzate. I semi invece sono ricchi di questa sostanza anche giunti a maturazione e vanno pertanto eliminati.

## Usi

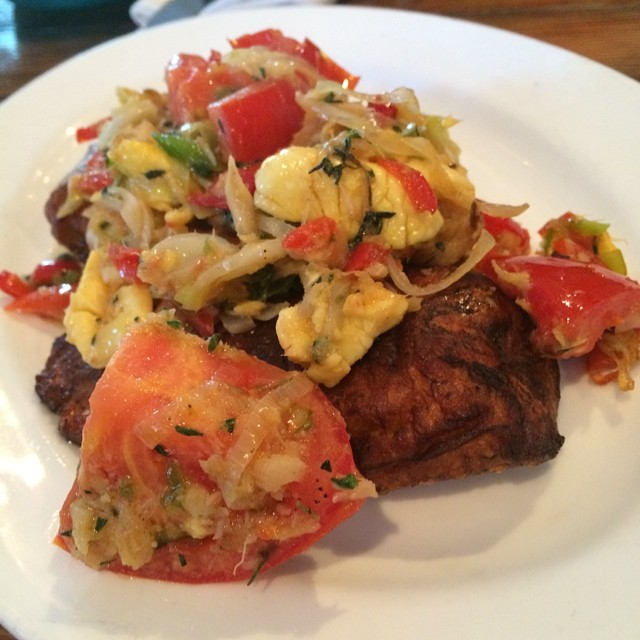
Un piatto di Ackee and saltfish

In Giamaica il frutto (che prende il nome inglese di Ackee o quello in patois giamaicano di Aki) viene largamente usato in cucina, e gli arilli sono alla base di quello che è considerato il piatto nazionale giamaicano, l'Ackee and saltfish.
In Africa occidentale viene meno consumato, di norma crudo, fritto o arrostito. Il legno è invece largamente usato, soprattutto per costruzioni leggere e mobili, ma anche per la realizzazione di oggetti di uso comune e utensili da cucina. Le bucce dei frutti e l'olio estratto dai semi sono utilizzati per fabbricare sapone.